# Ceratomyxa aggregata
Ceratomyxa aggregata is een microscopische parasiet uit de familie Ceratomyxidae. Ceratomyxa aggregata werd in 1917 beschreven door Davis. 